# Stefanie Sixt

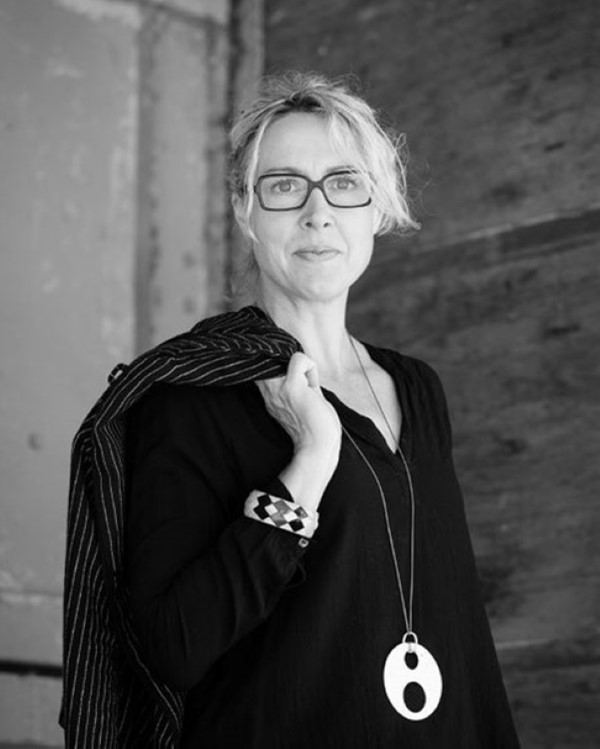
Stefanie Sixt, 2023

Stefanie Sixt (* 1973 in Augsburg) ist eine deutsche Videokünstlerin.

## Leben
Ihr Abitur absolvierte sie 1994 am Holbeingymnasium in Augsburg. Von 1994 bis 1995 studierte sie an der Academie Beeldende Kunsten in Maastricht. Danach von 1996 bis 1999 an der Hochschule Augsburg mit dem Schwerpunkt Audiovisuell und erwarb einen Abschluss als Diplom-Designerin (FH).
Sie gründete das Label „sixt sense“ im Jahr 2000 in Köln, zog weiter nach Berlin, und ging nach einem Auslandsaufenthalt in Philadelphia zurück nach Augsburg, wo sie aktuell lebt. Sie produzierte experimentelle Kurzfilme, audiovisuelle Performances, Installationen, Mixed Media und Fotomontagen. Seit 2015 kreiert sie darüber hinaus Videodesign für das Staatstheater Augsburg, vor allem unter der Regie von Nicole Schneiderbauer.
Stefanie Sixt hat einen Lehrauftrag an der Universität Augsburg für Gestalten mit Medien.

## Ämter und Mitgliedschaften
Im Jahr 2022 und 2023 war sie Jury-Mitglied beim Kunstpreis Gersthofen und beim Medienkunstfestival Lab 30 in Augsburg. Zwischen 2010 und 2015 unterrichtete sie an der Hochschule Deggendorf. Seit 2019 ist sie als Dozentin an der Universität Augsburg tätig. Zudem ist sie seit 2006 Mitglied bei „female pressure“, einer Organisation für Künstlerinnen in der elektronischen Musik und Medienkunst, gegründet von Electric Indigo in Wien.

## Werke (Auswahl)
- 2023 „Wittgensteins Mätresse“, VR-Streaming-Produktion, Staatstheater Augsburg
- 2023 „Frauen der Unterwelt“, Video-Design, Staatstheater Augsburg „IT WILL BE PERFECT WHEN I AM GONE“, AV Installation
- 2022 „Wittgensteins Mätresse“, VR-Design, Video-Design, Staatstheater Augsburg „Totentanz“,[4] Zeichnungen von Georg Bernhard mit Video-Installation von Stefanie Sixt „Superimposition“ (AV Installation / Kurzfilm)
- 2021 „Separated Waves of One Ocean“ (Kurzfilm)
- 2020 „Bluetopia“ (Kurzfilm) „Bovary, ein Fall von Schwärmerei,“ Video-Design, Staatstheater Augsburg[5]
- 2019 „Trost“ (Kurzfilm) „Europe Central“, Video-Design, Staatstheater Augsburg
- 2018 „Rank“ (Kurzfilm) „Denied“, Spot gegen Rassismus mit Staatstheater und FCA,[6][7] „Paradies Fluten“, Video-Design, Staatstheater Augsburg
- 2017 „Dyschronia“ (Audiovisuelle Performance)
- 2016 „Somewhere Inbetween“, (Kurzfilm)
- 2016 „BCHIJ“ (Audiovisuelle Performance) „Tosca“, Video-Design, Staatstheater Augsburg
- 2015 „RE-DIRECTED“ (Audiovisuelle Performance)
- 2013 „Duck Became Swan“ (Kurzfilm)
- 2012 „Transit“ (Audiovisuelle Performance) „Silestra“ (Tanzfilm)
- 2010 „Alabama Song“, (Kurzfilm)

## Ausstellungen, Theater und Festivals (Auswahl)
- 2023 „It will be perfect when i am gone“, Galerie Artoxin, München[8][9]
- 2023 „Windmill Of Your Mind“, Ausstellung Filefestival São Paulo, Brasilien[10] mit Markus Mehr
- 2023 „Superimposition“ internationaler Wettbewerb bei Videoformes Festival, Clermont-Ferrand, Frankreich[11]
- 2023 „Superimposition“ internationaler Wettbewerb Kurzfilmwoche Regensburg[12]
- 2023 „Frauen der Unterwelt“ Staatstheater Augsburg
- 2022 „Superimposition“, Artbadgastein, Bad Gastein, Österreich[13]
- 2022 „Wittgensteins Mätresse“, Staatstheater Augsburg
- „Totentanz“, Video-Installation, Moritzkirche Augsburg
- 2020 Bovary, ein Fall für Schwärmerei, Staatstheater Augsburg
- 2019 „Trost“, Zebra Poetry Filmfest, German Competition, Berlin[14]
- 2018 EMAF (European Media Art Festival Osnabrück) – „Dyschronia V“[15]
- 2017 FIAV Festival International d’Art Vidéo de Casablanca, Marokko[16]
- 2016 „Somewhere Inbetweeen“ Arte e femminilità Associazione Culturale Areacreativa42, Casa Toesca, Turin (IT)[17] und NoD Galerie Prac (CZ)[18]
- 2016 „Dreamland“ Solo Exhibition TIM (Textil- und Industriemuseum, Augsburg)[19]
- 2015 „re-directed“, AV Performance Mind the Gap Nights, Internationale Film Festival Rotterdam, NL[20]

## Ausstellungskataloge und Künstlerbücher

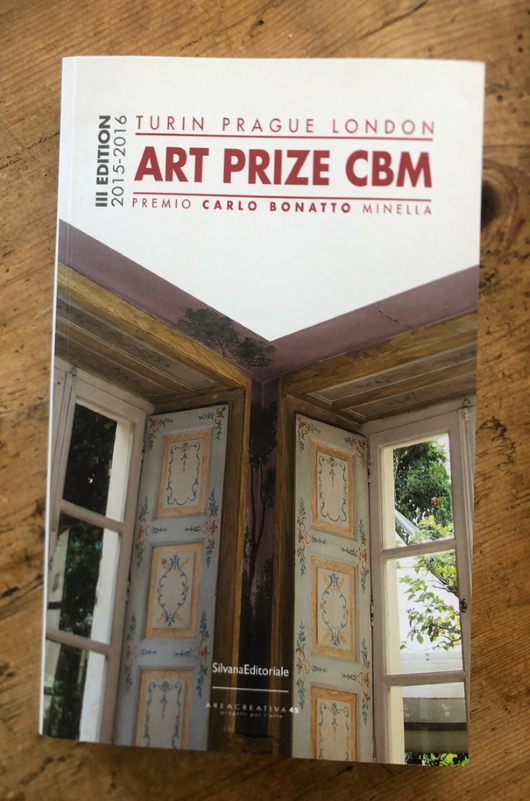
Katalog Winner Art Prize CBM Turin, Prag, London: Videokunst, 2015–2016

- „Totentanz“ in Kirche und Kunst 2023, Berichte, Der Zyklus Totentanz von Georg Bernhard, Text Helmut Braun, Herausgeber Klaus Raschzok für den Verein für Christliche Kunst in der Evangelischen Kirche in Bayern e.V. 2023, ISSN 0932-6502
- Art prize CBM, Turin Prague London, III Edition 2015–2016, Silvana Editoriale S.p.A., Cinisello Balsamo, Milano, 2015, Areacreativa42, Torino 2015
- „Silestra“ in Ausstellungskatalog Seh-Dinge, Staatliches Textil- und Industriemuseum Augsburg, Barbara Kolb M.A.,Karl Borromäus Murr, Wißner Verlag, Augsburg 2012, ISBN 978-3-89639-876-5
- „Duck Became Swan“ German Short Films 2014, AG Kurzfilm, Print und Online, Herausgeber: City Seelsorge der katholischen Kirche in Augsburg, Michael Grau, Sabine Stötzer, Druck: Joh. Walch GmbH & Co KG, Augsburg, 2006

## Preise und Auszeichnungen
- 2019 nominiert für German Design Award mit „Denied“
- 2017 BuchMarkt-Award 2017, Bronze „Spot des Jahres“ mit „Endgültig“ (Andreas Pflüger) für Suhrkamp[21]

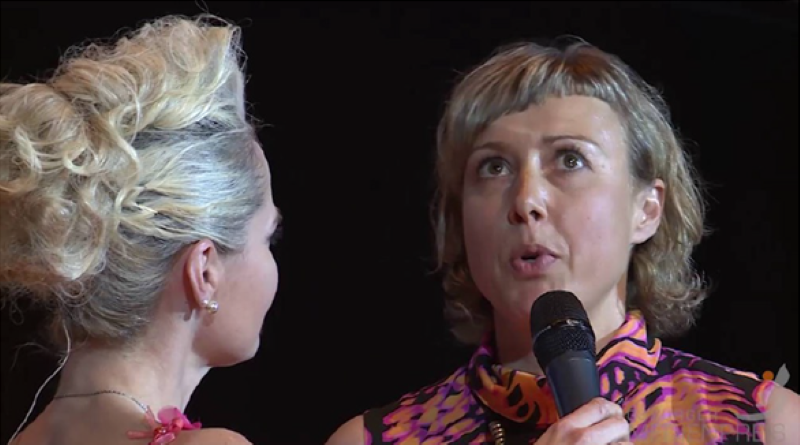
Augsburger Medienpreis 2016: Platz eins für Stefanie Sixt zum deutschen Sportabzeichen

- 2016 Medienpreis an Stefanie Sixt für den Clip für das Deutsche Sportabzeichen, DOSB[22]
- 2015 Winner Art Prize CBM Turin, Prag, London, Kategorie: Video
- 2014 „Silestra“ nominiert für den Heritage in Motion Award[23]
- 2014 German Short Films, AG Kurzfilm „Duck Became Swan“[24]
- 2014 Artist in Residence Künstlerdorf Schöppingen
- 2014 ITVA Award Silber „Silestra“[25]
- 2005 IF Design Award „Küchenphantasien“[26]

## Rezeption
„Die vielfach ausgezeichnete Videokünstlerin Stefanie Sixt entführt in drei VR-Sequenzen in bemerkenswerte, in magisch-morbide Endzeit-Landschaften.“

„Die Flucht in virtuelle Welten, in denen sich physikalische Grenzen auf Knopfdruck aushebeln lassen, scheint wie gemacht für die Geschichte der Künstlerin Kate, in deren Selbstgesprächen die Realitätsebenen immer wieder verschwimmen.“